# Camila Sáez
Pour les articles homonymes, voir Sáez.
Sáez  Oyaneder est un nom espagnol. Le premier nom de famille, en général paternel, est Sáez ; le second, en général maternel, souvent omis, est Oyaneder.
Camila Alejandra Sáez Oyaneder, née le 17 octobre 1994 à Viña del Mar, est une footballeuse internationale chilienne assignée au poste de défenseur au West Ham United FC.

## Biographie
Elle participe avec l'équipe du Chili à la Coupe du monde 2019 organisée en France. Lors de ce mondial, elle joue trois matchs.
Elle participe ensuite aux Jeux olympiques d'été de 2020 organisés à Tokyo, où elle joue de nouveau trois matchs.